# Heliodoxa
Genre
Heliodoxa est un genre de colibris (famille des Trochilidae).

## Liste des espèces
D'après la classification de référence (version 2.2, 2009) du Congrès ornithologique international (ordre phylogénique) :
- Heliodoxa xanthogonys – Brillant à couronne verte
- Heliodoxa gularis – Brillant à gorge rose
- Heliodoxa branickii – Brillant de Branicki
- Heliodoxa schreibersii – Brillant à gorge noire
- Heliodoxa aurescens – Brillant à bandeau bleu
- Heliodoxa rubinoides – Brillant rubinoïde
- Heliodoxa jacula – Brillant fer-de-lance
- Heliodoxa imperatrix – Brillant impératrice
- Heliodoxa leadbeateri – Brillant à front violet